# Kamel Chafni
Kamel Chafni (Arabisch: كمال الشافني; Bordeaux, 11 juni 1982) is een Marokkaanse middenvelder die anno 2017 voor Al Hamriyah SC uitkomt. Voordien speelde hij onder andere voor AJ Auxerre en Stade Brest.